# Ian Rogers
Ian Rogers OAM (* 24. Juni 1960 in Hobart, Tasmanien) ist ein australischer Schachspieler.

## Leben
Ian Rogers feierte in den 1980er Jahren zahlreiche Erfolge. Er wurde 1980 Internationaler Meister und 1985 Großmeister, als der damals einzige Australier (Walter Browne wurde 1970 als Australier zum Großmeister ernannt, spielte aber ab 1973 für den US-amerikanischen Schachverband). Über 20 Jahre führte er die Rangliste Australiens an und gewann vier Australische Meisterschaften (1980, 1986, 1998 und 2006).
Der ausgebildete Meteorologe begann nach Beendigung seiner Studien an der University of Melbourne eine Schachprofikarriere und zog Mitte der 1980er Jahre in die Niederlande um, da ihm ein Wohnsitz in Europa einfacher erlaubte, an zahlreichen niveauvollen Turnieren teilzunehmen. 1983 war er geteilter Sieger bei der Commonwealth-Meisterschaft, Erster in Nuoro 1984 und 1985 Erster in Kragujevac (Jugoslawien). Er siegte 1988 in Kalkutta (Indien) vor Lew Psachis. 1988, 1989 und 1990 gewann er in Groningen. Das Kilkenny International Masters konnte er 2001 gewinnen.
Im Juli 2007 erklärte Rogers überraschend seinen Rücktritt vom professionellen Schach aus gesundheitlichen Gründen. Als Autor, Trainer und Kommentator ist er aber weiterhin aktiv.
Für seine Verdienste im Schach wurde er 1996 mit der Medaille des Order of Australia ausgezeichnet.
| Hier fehlt eine Grafik, die leider im Moment aus technischen Gründen nicht angezeigt werden kann. Wir arbeiten daran! |

## Mannschaftsschach

### Nationalmannschaft
Zwischen 1978 und 2006 nahm Rogers an 14 Schacholympiaden teil (nur 1998 fehlte er), dabei spielte er zwölfmal am Spitzenbrett der australischen Mannschaft. Bei der asiatischen Mannschaftsmeisterschaft 1981 erreichte er mit Australien den dritten Platz.

### Vereinsschach
In der britischen 4NCL spielte Rogers von 1996 bis 1999 bei der Mannschaft des British Chess Magazine, von 2000 bis 2002 für Beeson Gregory, mit denen er die 4NCL 2001 und 2002 gewann, und von 2003 bis 2007 für The ADs. 
In der deutschen Schachbundesliga spielte Rogers von 1995 bis 1997 und von 1998 bis 2000 beim Delmenhorster Schachklub (dem er auch in den Spielzeiten 1994/95 und 1997/98 in der 2. Bundesliga angehörte) sowie in der Saison 2000/01 beim SV Castrop-Rauxel.
In der niederländischen Meesterklasse (bis 1996 Hoofdklasse) spielte Rogers bis 2007 bei der Hilversums Schaakgenootschap, in der tschechischen Extraliga von 1994 bis 1999 für TJ Bohemians Prag. Die belgische Interclubs gewann er 2004 und 2005 mit dem KSK 47 Eynatten, in der spanischen Mannschaftsmeisterschaft spielte er 1996 und 1998 für EM El Olivar Zaragoza.
Am European Club Cup nahm Rogers 1994 mit Panfox Breda teil.